# Ectropothecium pinnatum
Ectropothecium pinnatum är en bladmossart som beskrevs av Bennard Otto van Zanten 1964. Ectropothecium pinnatum ingår i släktet Ectropothecium och familjen Hypnaceae. Inga underarter finns listade i Catalogue of Life.